# أسرار ديناميكية
اسرار ديناميكية هو نظام إدارة مفاتيح جديدة لإتصالات الآمنة. تمَ اقتراحه من قبل شينغ اكسايو وويبو غونغ ودون توسلي. وقد تم ترشيح أول منشور اكاديمي للحصول على جائزة أفضل ورقة في شركة انفوكوم لعام 2010. وفي وقت لاحق، نشر سبرينغر دراسة عن هذا النظام لتمديد هذا المخطط إلى اطار العمل.
يمكن تطبيق الاسرار الديناميكية على جميع انظمة الاتصالات ثنائية الإتجاه وبعض أنظمة الاتصالات احادية الاتجاه لتحسين من الاتصالات. وهناك ثلاث فوائد رئيسية:
1.تحديث مفاتيح التشفير والتوثيق بشكل سريع وتلقائي لاي زوج من اجهزة الاتصالات.
2.عملية التحديث الرئيسية ترتبط بعملية الاتصال وتتحمل تكاليف منخفضة للغاية للحوسبة وعرض النطاق.
3.استخدام مفتاح مستنسخ في أي مصادقة أو ضمان اتصال مشفر، لا يحتوي الكشف على أي انذارات خاطئة ولا يكلف أي موارد للحوسبة/الشبكات. (الاسرار الديناميكية تقطع الاتصال الأمن تلقائيًا عند تعايش مفتاح الاستنساخ والمفتاح الشرعي. ومع ذلك، ومن اجل معرفة هوية المهاجم فانه ياخذ المزيد من الاجراءات ويستهلك طاقة الحوسبة وعرض النطاق الترددي للشبكة)